# سعید چاه‌جویی
سعید چاه‌جویی (زاده ۲۲ ژوئن ۱۹۸۶) یک بازیکن فوتبال اهل ایران است.